# GiRL POP SLASH
GiRL POP SLASH （ガール-ポップ-スラッシュ）は、1994年4月〜1995年3月の間CBCラジオで放送されていたラジオ番組である。
放送時間は月曜〜金曜深夜24:00〜24:40だった。
なお、1995年4月〜1995年10月の間は月曜〜木曜で、GO!GO!GiRL POP（ゴー！ゴー！ガール-ポップ）というタイトル名のラジオ番組だった（この項では当番組についても触れる）。

## 概要
名前の通り、女性アーティストが各曜日のパーソナリティをつとめていた。ソニー・マガジンズの発行していたGiRLPOPのメディアミックス企画番組として放送されていた。なお、FM Fujiやbayfm、TVKテレビでも別番組で上記雑誌とのメディアミックス番組を放送されていた。

## 各曜日のパーソナリティー

### 月曜
- 馬渡松子（馬渡松子のてげてげナイト）（1994年4月〜1995年3月）
- ささのみちる（1995年4月〜1995年10月）

### 火曜
- ささのみちる（ささのみちる宣言!!）（1994年4月〜1995年3月）
- 馬渡松子（馬渡松子のまじかるTUESDAY）（1995年4月〜1995年10月）

### 水曜
- See-Saw（1994年4月〜1994年9月）
- TAMTAM（TAMTAMたぬきのムッシュとわとわ、VOCALのMARIがパーソナリティー担当）（1994年10月〜1995年10月）

### 木曜
- 中島優子（中島優子 はじまったばかり、中島優子 だからだいじょうぶ、戸井康成がサポートアシスタントに入る場合もあったがクレジットには記載無し）（1994年4月〜1995年10月）

### 金曜
- 近藤名奈（近藤名奈 本当のことだけ言わない）（1994年4月〜1994年9月）

## 備考および補足
- ささのみちるおよび馬渡松子はこの番組が始まる半年前からささのみちる宣言!!および馬渡松子のてげてげナイト（それぞれ火曜日、月曜日）を冨カンが始まる30分前（20:30〜21:00、特別番組が入った場合は除く）に放送していた。
- 近藤名奈の番組も、かつては、1993年4月10日から始まった土曜深夜のパジャマパーティー そのうちなんとかなるだろうという土曜23:00〜25:00の番組（メインパーソナリティー 小島嵩弘）の中の20分間の内包された番組として存在していた（近藤名奈 本当のことだけ言わない）。その後、1993年10月2日の小島氏の当番組放送終了後は冨カン21時台に移動し、さらに、冨カン終了後はこの番組の金曜枠に移動し、1994年9月まで続いた。

| CBCラジオ 月曜～木曜24:00～24:40枠                                                                                               | CBCラジオ 月曜～木曜24:00～24:40枠                                            | CBCラジオ 月曜～木曜24:00～24:40枠          |
| 前番組 | 番組名                                                                        | 次番組                                      |
| --- | ----------------------------------------------------------------------------- | ------------------------------------------- |
| CREATIVE COMPANY 冨田和音株式会社                                                                                                | GiRL POP SLASH (1994年4月〜1995年3月） GO!GO!GiRL POP (1995年4月〜1995年9月） | OTHELLO                                     |
| CBCラジオ 金曜24:00～24:40枠 |                                                                               |                                             |
| 未来波ラジオ電波デリック （21:00〜24:40、1〜3月の間24:10までの放送） キャッチザスノー （24:10〜24:40、1995年まで1〜3月の間放送） | GiRL POP SLASH (1994年4月〜1994年9月）                                        | 恋愛ランチキ騒ぎ （1994年10月〜1994年12月） |